# Кшеве-Друге
Кшеве-Другі (пол. Krzewie Drugie) — село в Польщі, у гміні Любень-Куявський Влоцлавського повіту Куявсько-Поморського воєводства.
Населення — 113 осіб (2011).
У 1975-1998 роках село належало до Влоцлавського воєводства.

## Демографія
Демографічна структура станом на 31 березня 2011 року:
|          | Загалом | Допрацездатний вік | Працездатний вік | Постпрацездатний вік |
| -------- | ------- | ------------------ | ---------------- | -------------------- |
| Чоловіки | 51      | 10                 | 37               | 4                    |
| Жінки    | 62      | 13                 | 35               | 14                   |
| Разом    | 113     | 23                 | 72               | 18                   |